# خیابان آبوویان
خیابان آبوویان (ارمنی: Աբովյան Փողոց) یک خیابان در ناحیه کنترون در شهر ایروان، پایتخت جمهوری ارمنستان است. این خیابان در بین سال‌های ۱۸۶۸ تا ۱۹۲۰ میلادی خیابان آستافیان نامیده می‌شد.
این خیابان در سال ۱۸۶۳ ساخته شده و دارای ۱٫۸ کیلومتر طول می‌باشد. نام این خیابان برگرفته از نام خاچاطور آبوویان نویسنده اهل ارمنستان است.
این خیابان در مرکز شهر واقع شده است.

## تاریخچه
در سال ۱۸۵۵ میلادی فرمانداری روسی قفقاز طرح‌ریزی خیابان‌های ایروان را تأیید نمود تا متوسط عرض خیابان‌ها از ۶ تا ۲۰ متر باشد. عرض خیابان آستافایان ۲۰ متر باشد. خیابان آستافایان نخستین خیابانی بود در ایروان بود که با توجه به ... بتا شد. این خیابان در سال ۱۸۶۳ افتتاح شد و به نام میخائل آستافیان فرماندار (۱۸۶۰–۱۸۶۲) از به نامیده شد.
در سال ۱۹۰۴ شروع به و در سال ۱۹۰۶ تکمیل شد. این سیستم تنها ۱۲ سال فعالیت نمود. نخستین تراموای ایروان در سال ۱۹۳۳ از خیابان آبوویان عبور می‌کرد.

## Shops
Abovyan Street is home to a number of luxury fashion brands including: Cop-Copine, Etam, Mango, Mexx, Motivi, Nougat London, Okaïdi, Olsen, Promod and Sinéquanone.

## ساختمان‌های مهم
- سالن کنسرت آرنو باباجانیان
- هتل رویال تیولیپ ایروان
- اتحادیه هنرمندان ارمنستان.
- سینما مسکو
- تئاتر روسی استانیسلافسکی ایروان
- کلیسای کاتولیک ایروان
- دانشگاه پزشکی دولتی ایروان

## نگارخانه

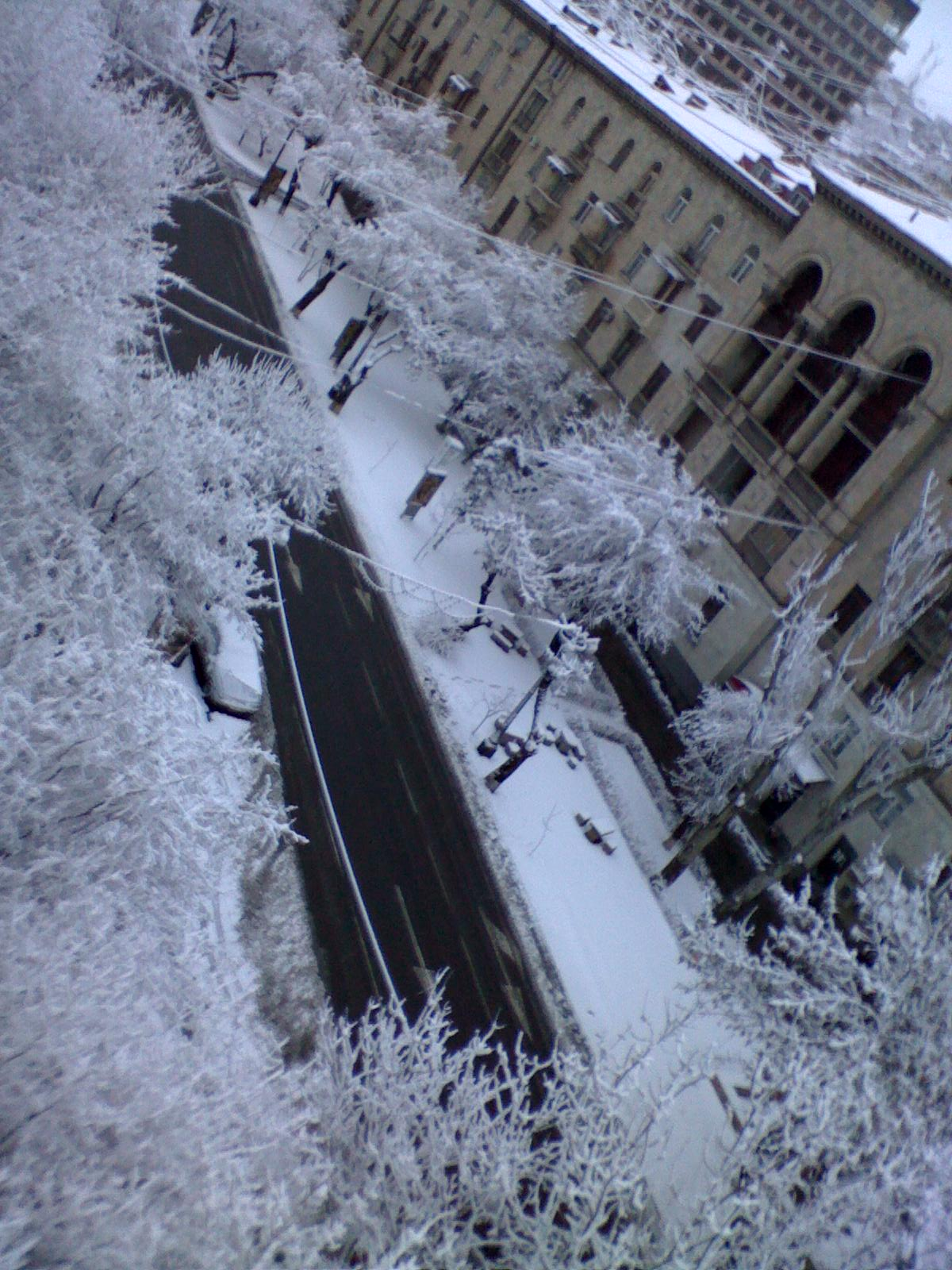
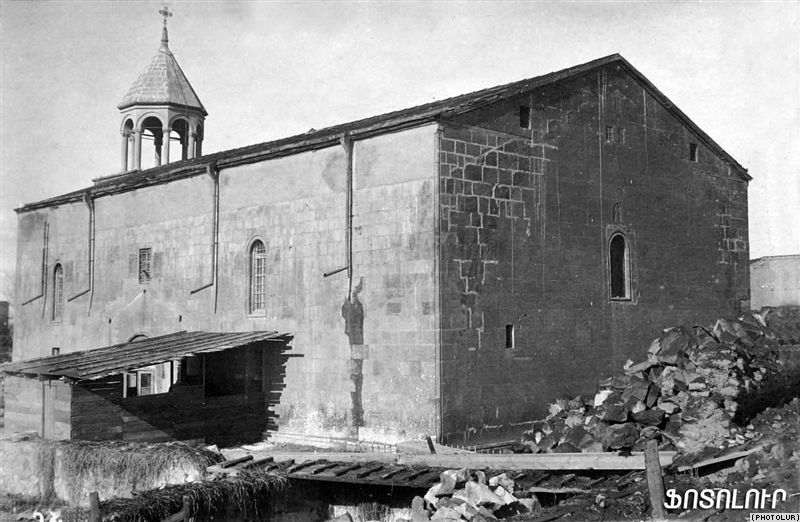
کلیسای سنت پل و پیتر در سال ۱۹۳۳ قبل از تخریب
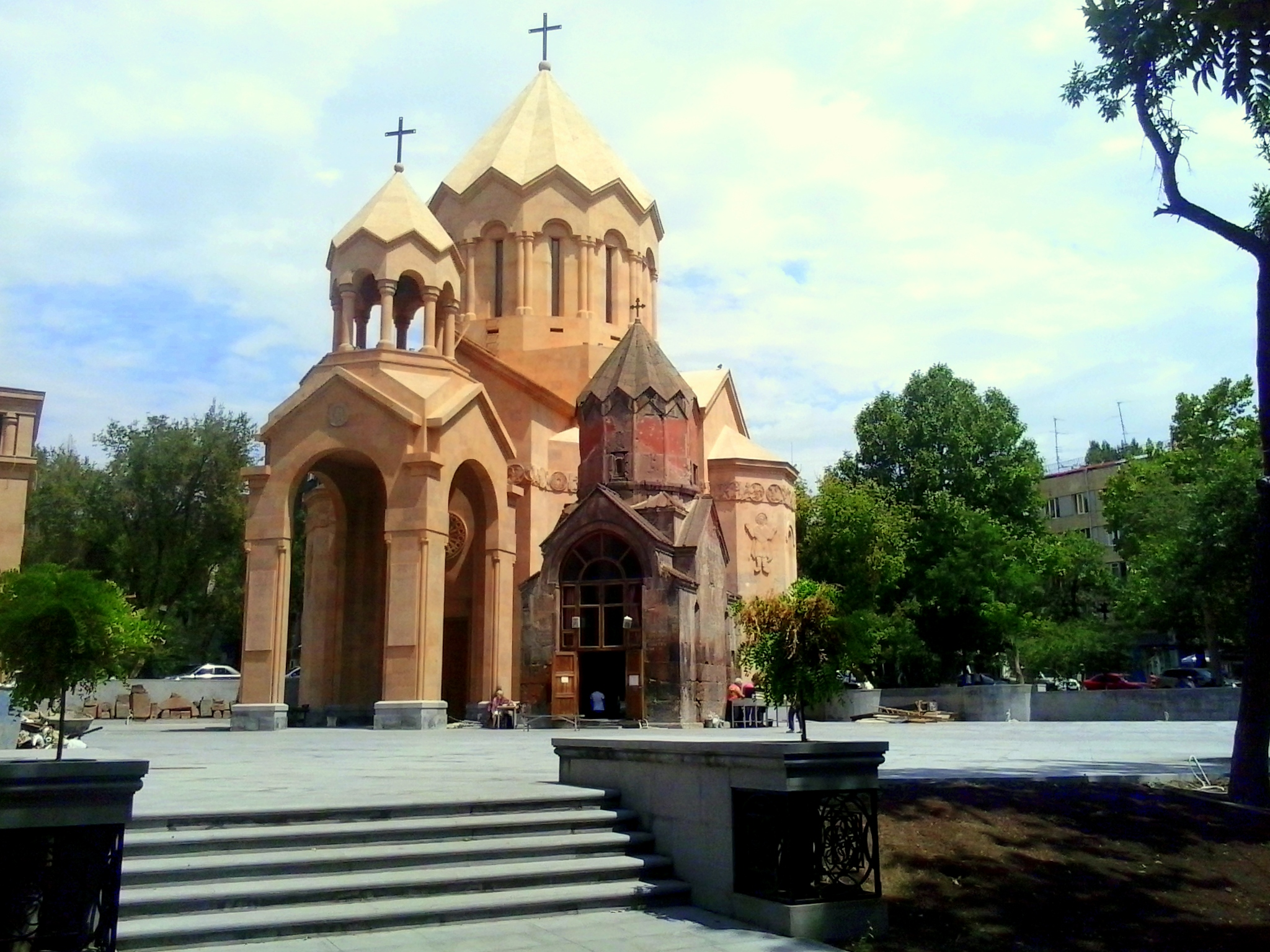
کلیسای کاتولیک ایروان
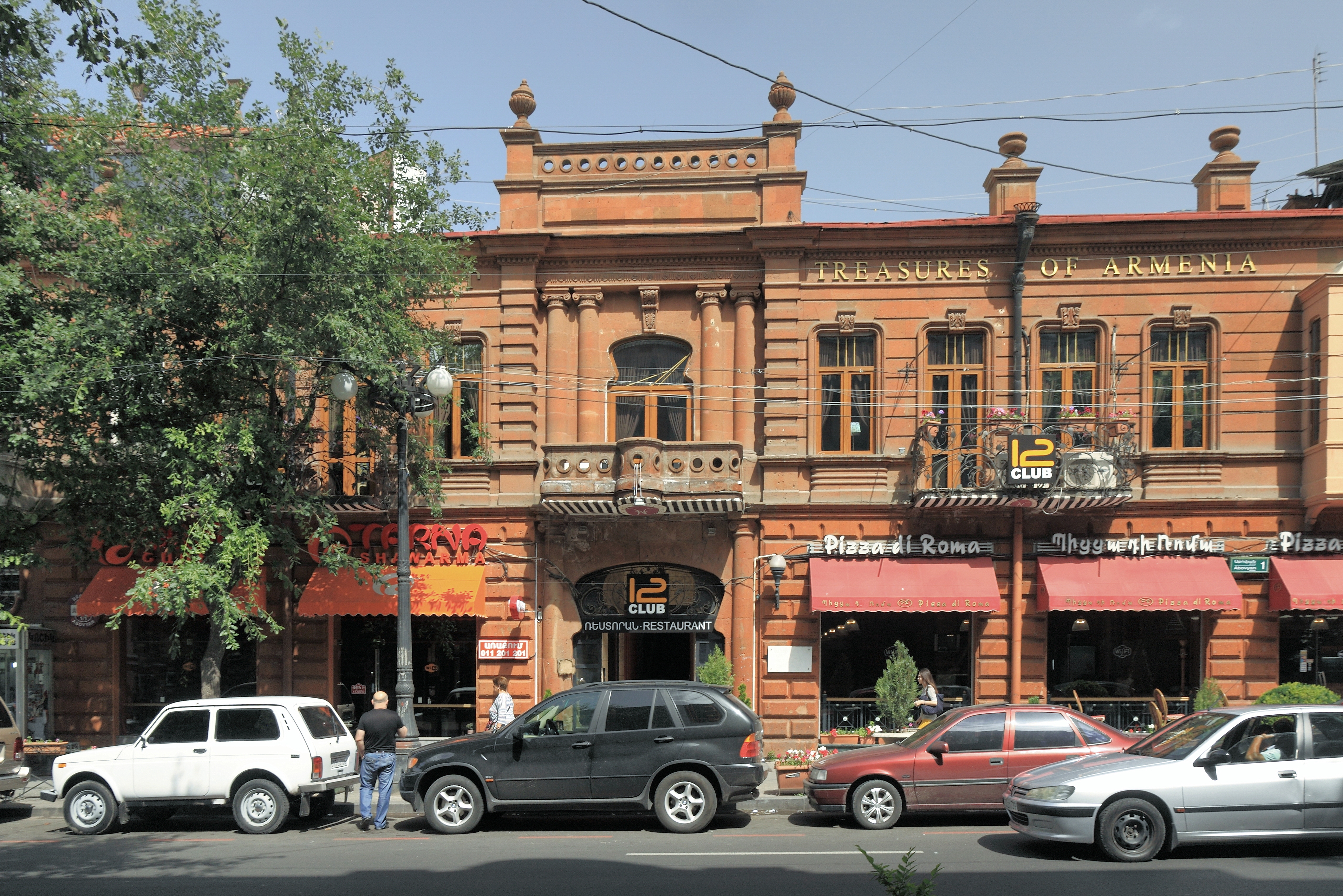
ساختمان ساخته شده در قرن ۱۹ میلادی
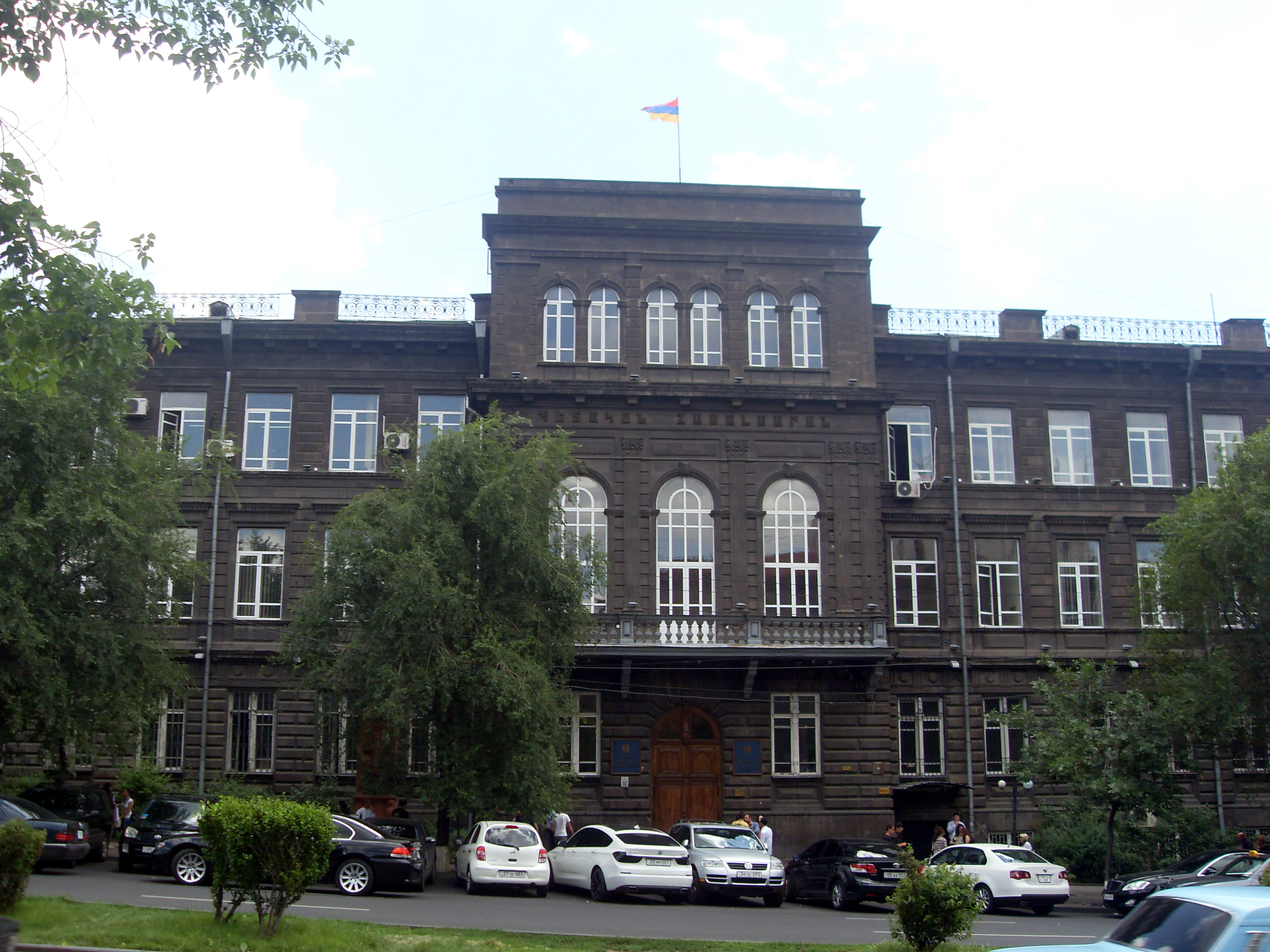
ساختمان ساخته شده در قرن ۱۹ میلادی
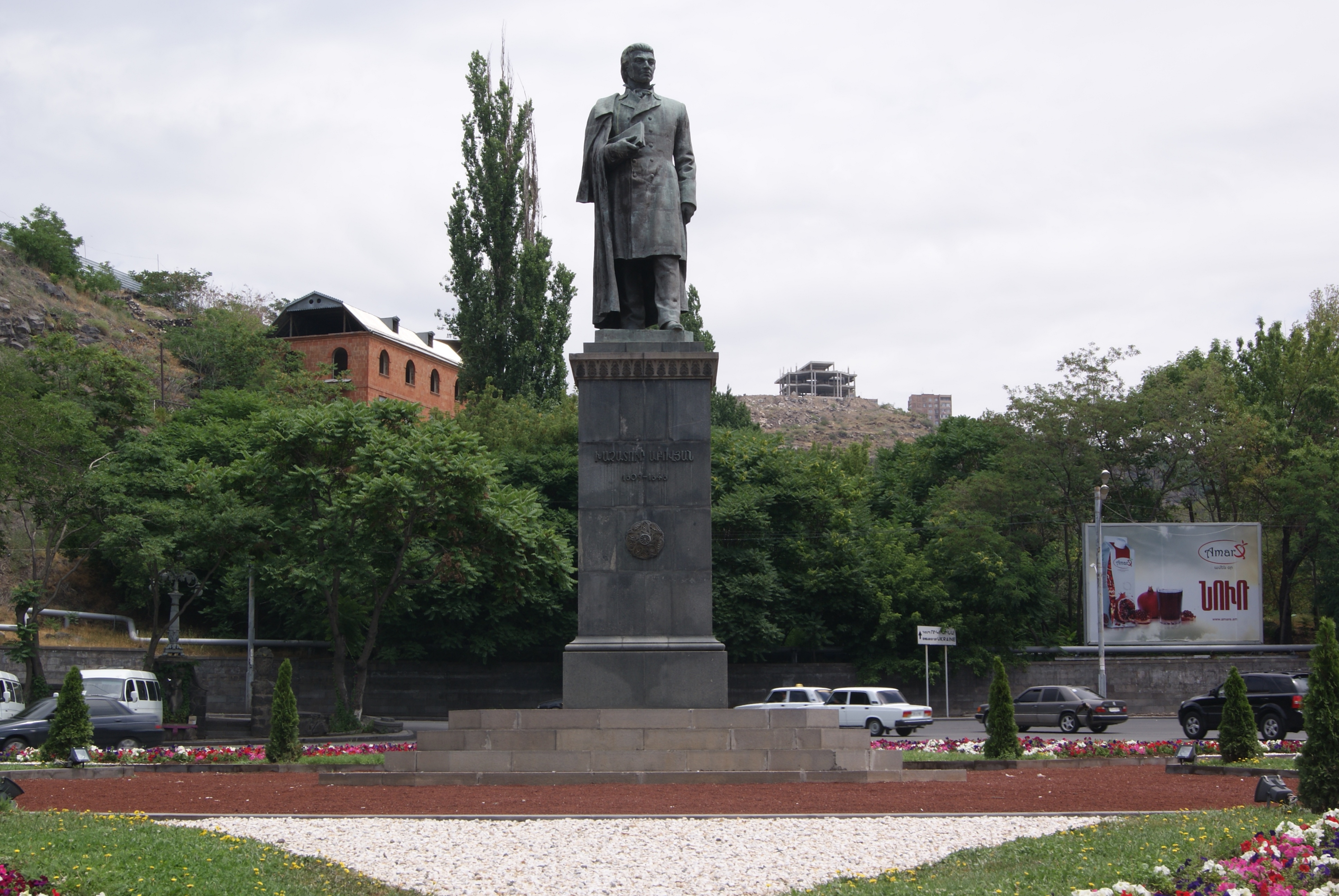
مجسمه خاچاطور آبوویان در بخش شمالی خیابان
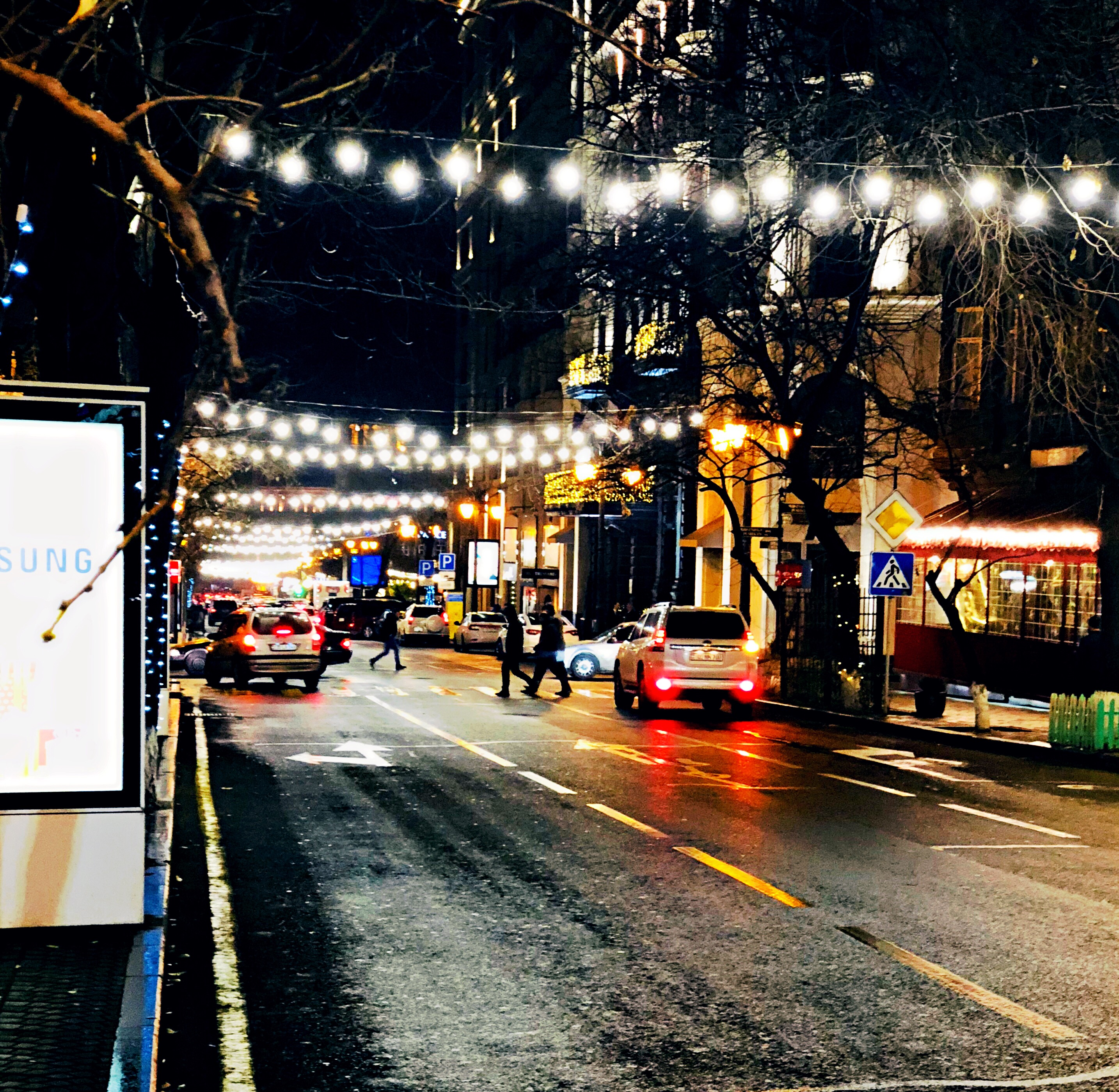